# هويلاغا
بلدية هويلاغا (بالإسبانية: Huélaga)‏، هي بلدية تقع في مقاطعة قصرش والتي تقع في منطقة إكستريمادورا، غرب إسبانيا.
يبلغ عدد سكانها 207 نسمة وفقاً لإحصائية سنة (2002).